# David Bystroň
David Bystroň (Lőcse, 1982. november 18. – Ilanz, Svájc, 2017. május 19.) cseh labdarúgó, hátvéd.

## Pályafutása
1990-ben a Banik Ostrava korosztályos csapatában kezdte a labdarúgást, ahol 2001-ben mutatkozott be az első csapatban és 2008-ig volt az ostravai csapat tagja. 2008 és 2010 között a bolgár Levszki Szofija játékosa volt, de a második idényben kölcsönben a Viktoria Plzeň együttesében játszott, ahol 2010 és 2012 között már szerződtetett játékosként szerepelt. 2012-ben doppingolás miatt két évre eltiltották. 2014 és 2016 között a Sigma Olomouc labdarúgója a volt. 2017-ben a svájci US Schluein Ilanz csapatában játszott.
2017. május 19-én svájci otthonában öngyilkosságot követett el négy héttel azután, hogy korábbi csapattársa František Rajtoral is öngyilkos lett törökországi otthonában. Bystroň és Rajtoral 2005 és 2008 között a Baník Ostrava illetve 2009 és 2012 között a Viktoria Plzeň hátvédsorában játszott együtt.

## Sikerei, díjai
Banik Ostrava
- Cseh bajnokság
  - bajnok: 2003–04

 Levszki Szofija
- Bolgár bajnokság (A Grupa)
  - bajnok: 2008–09

 Viktoria Plzeň
- Cseh bajnokság
  - bajnok: 2010–11
- Cseh kupa (Český pohár)
  - győztes: 2010